# Cal Miquelet (Vallbona d'Anoia)
Cal Miquelet és una obra modernista de Vallbona d'Anoia (Anoia) inclosa a l'Inventari del Patrimoni Arquitectònic de Catalunya.

## Descripció
Façana esgrafiada per Ferran Serra i Sala en els últims dos pisos. Els dibuixos són en la major part geomètrics que ressalten la figura humana que està situada sobre els dos balcons de la primera planta i que està emmarcada per unes orenetes molt estilitzades.
Edifici de tres plantes en no gaire, bon estat de conservació.

## Història
Pels anys 30 va ésser propietat d'en Miquel Moragrega i Ollé, el qual va restaurar.
Actualment es propietat del Bisbat de Barcelona i algunes temporades, com les de l'estiu s'imparteixen classes.